# Bessières (Haute-Garonne)
Pour les articles homonymes, voir Bessières.
Bessières est une commune française située dans le Sud-Ouest de la France, dans le département de Haute-Garonne, en région Occitanie. Elle est située dans le nord-est de la Haute-Garonne et de Toulouse, à la limite du département du Tarn. Elle est d'ailleurs traversée par le Tarn. La ville fait partie du pays traditionnel du Languedoc et de la région historique de l'Occitanie. Sur le plan historique et culturel, la commune fait partie du Frontonnais, un pays entre Garonne et Tarn constitué d'une succession de terrasses caillouteuses qui ont donné naissance à de riches terroirs, réputés pour leus vins et leurs fruits.
Exposée à un climat océanique altéré, elle est drainée par le Tarn, le ruisseau de Palmola, le ruisseau de Rieu Tort, le ruisseau des Gasques et par divers autres petits cours d'eau. La commune possède un patrimoine naturel remarquable : un site Natura 2000 (Les « vallées du Tarn, de l'Aveyron, du Viaur, de l'Agout et du Gijou ») et deux zones naturelles d'intérêt écologique, faunistique et floristique.
Bessières est une commune rurale qui compte 4 238 habitants en 2022, après avoir connu une forte hausse de la population depuis 1962. Elle appartient à l'unité urbaine de Bessières et fait partie de l'aire d'attraction de Toulouse. Ses habitants sont appelés les Bessiérains ou  Bessiéraines.
Aujourd'hui, la commune s'urbanise de plus en plus, avec notamment la récente construction d'une grande zone commerciale, ainsi que de nombreux lotissements. On constate également une forte croissance démographique à Bessières (la population a quadruplé en 50 ans), ce qui est lié à l'influence de Toulouse et à la périurbanisation. La commune fait d'ailleurs partie de l'aire d'attraction de Toulouse.

## Géographie

### Localisation
La commune de Bessières se trouve dans le département de la Haute-Garonne, en région Occitanie.
Elle se situe à 26 km à vol d'oiseau de Toulouse, préfecture du département, et à 11 km de Villemur-sur-Tarn, bureau centralisateur du canton de Villemur-sur-Tarn dont dépend la commune depuis 2015 pour les élections départementales.
La commune est par ailleurs ville-centre du bassin de vie de Bessières.
Les communes les plus proches sont : 
Roquemaure (2,0 km), Mirepoix-sur-Tarn (3,1 km), Buzet-sur-Tarn (3,3 km), La Magdelaine-sur-Tarn (5,3 km), Mézens (5,3 km), Layrac-sur-Tarn (5,5 km), Grazac (6,3 km), Paulhac (6,4 km).
Sur le plan historique et culturel, Bessières fait partie du Frontonnais, un pays entre Garonne et Tarn constitué d'une succession de terrasses caillouteuses qui ont donné naissance à de riches terroirs, réputés pour leurs vins et leurs fruits.
Bessières est limitrophe de six autres communes dont une dans le département du Tarn.
Les communes limitrophes sont  Buzet-sur-Tarn, La Magdelaine-sur-Tarn, Mirepoix-sur-Tarn, Montjoire, Paulhac et Roquemaure.
| La Magdelaine-sur-Tarn | Mirepoix-sur-Tarn | Roquemaure (Tarn) |
| Montjoire              | Bessières         |                   |
|                        | Paulhac           | Buzet-sur-Tarn    |

### Géologie et relief
La superficie de la commune est de 1 668 hectares ; son altitude varie de 85 à 194 mètres.
Il n'y a pratiquement pas de variation de relief sur la commune. Cependant, sur la rive droite du Tarn, on peut voir un léger relief, ce qui correspond au début de la colline qui monte vers le village de Roquemaure.
Le village autrefois fortifié, est dominé par des coteaux boisés, des vignes et une campagne variée : entre les cours d’eau et les lacs, les paysans bessiérains recouvrent leurs champs de cultures diverses.

### Hydrographie

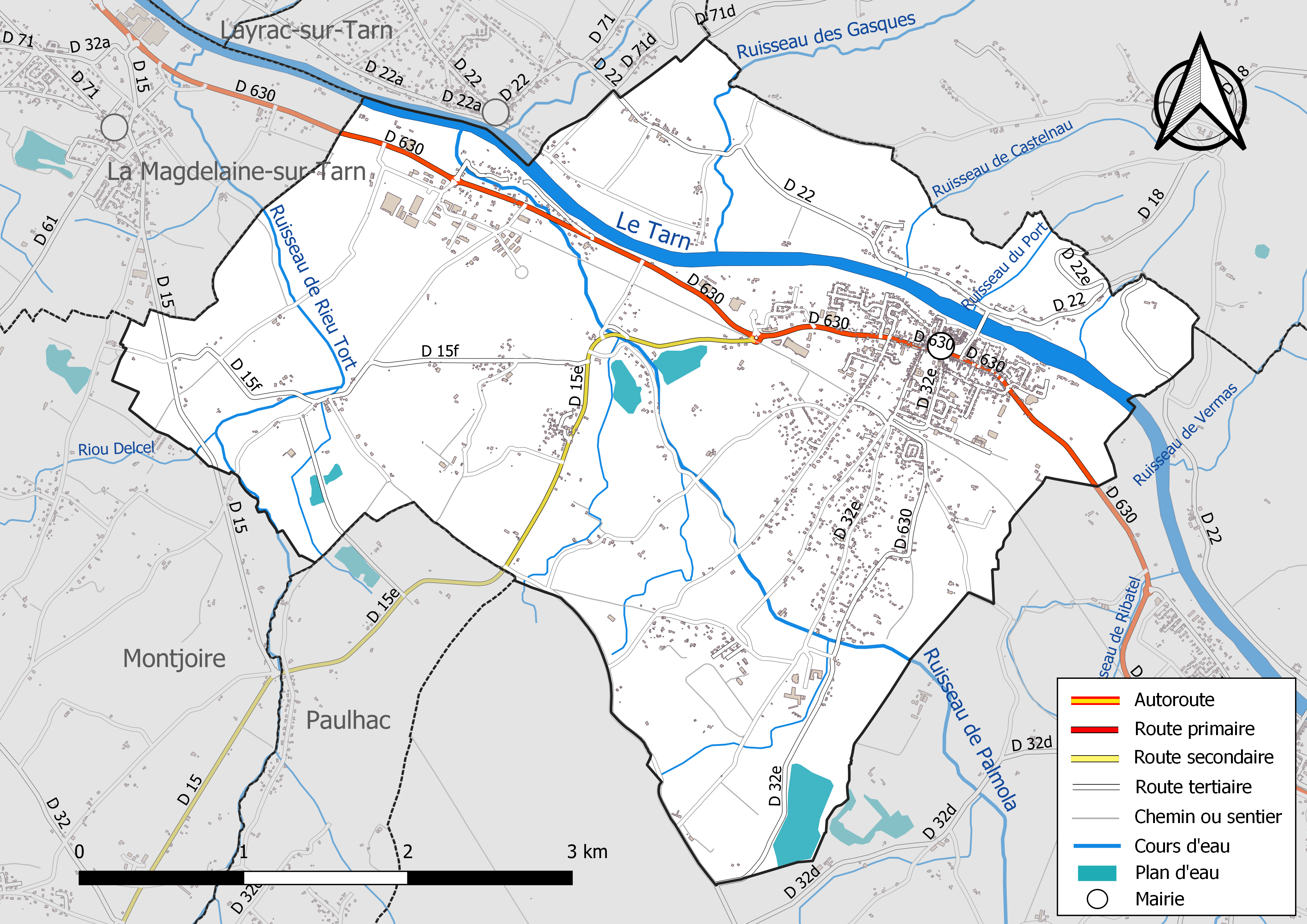
Réseaux hydrographique et routier de Bessières.

La commune est dans le bassin de la Garonne, au sein du bassin hydrographique Adour-Garonne. Elle est drainée par le Tarn, le ruisseau de Palmola, le ruisseau de Rieu Tort, le ruisseau des Gasques, Riou Delcel, le ruisseau de Castelnau, le ruisseau du Port et par divers petits cours d'eau, constituant un réseau hydrographique de 21 km de longueur totale,.
Le Tarn, d'une longueur totale de 380 km, prend sa source sur le mont Lozère, dans le nord de la commune du Pont de Montvert - Sud Mont Lozère en Lozère, et se jette dans la Garonne à Saint-Nicolas-de-la-Grave, en Tarn-et-Garonne.
Le ruisseau de Palmola, d'une longueur totale de 12,8 km, prend sa source dans la commune de Montastruc-la-Conseillère et s'écoule vers le nord. Il traverse la commune et se jette dans le Tarn à Mirepoix-sur-Tarn, après avoir traversé 6 communes.

### Climat
Pour des articles plus généraux, voir Climat de l'Occitanie et Climat de la Haute-Garonne.
En 2010, le climat de la commune est de type climat du Bassin du Sud-Ouest, selon une étude s'appuyant sur une série de données couvrant la période 1971-2000. En 2020, Météo-France publie une typologie des climats de la France métropolitaine dans laquelle la commune est exposée à un climat océanique altéré et est dans la région climatique Aquitaine, Gascogne, caractérisée par une pluviométrie abondante au printemps, modérée en automne, un faible ensoleillement au printemps, un été chaud (19,5 °C), des vents faibles, des brouillards fréquents en automne et en hiver et des orages fréquents en été (15 à 20 jours).
Pour la période 1971-2000, la température annuelle moyenne est de 13,6 °C, avec une amplitude thermique annuelle de 16,2 °C. Le cumul annuel moyen de précipitations est de 754 mm, avec 10,2 jours de précipitations en janvier et 5,4 jours en juillet. Pour la période 1991-2020, la température moyenne annuelle observée sur la station météorologique la plus proche, située sur la commune de Blagnac à 25 km à vol d'oiseau, est de 14,2 °C et le cumul annuel moyen de précipitations est de 627,0 mm,. Pour l'avenir, les paramètres climatiques de la commune estimés pour 2050 selon différents scénarios d'émission de gaz à effet de serre sont consultables sur un site dédié publié par Météo-France en novembre 2022.

### Milieux naturels et biodiversité

#### Réseau Natura 2000

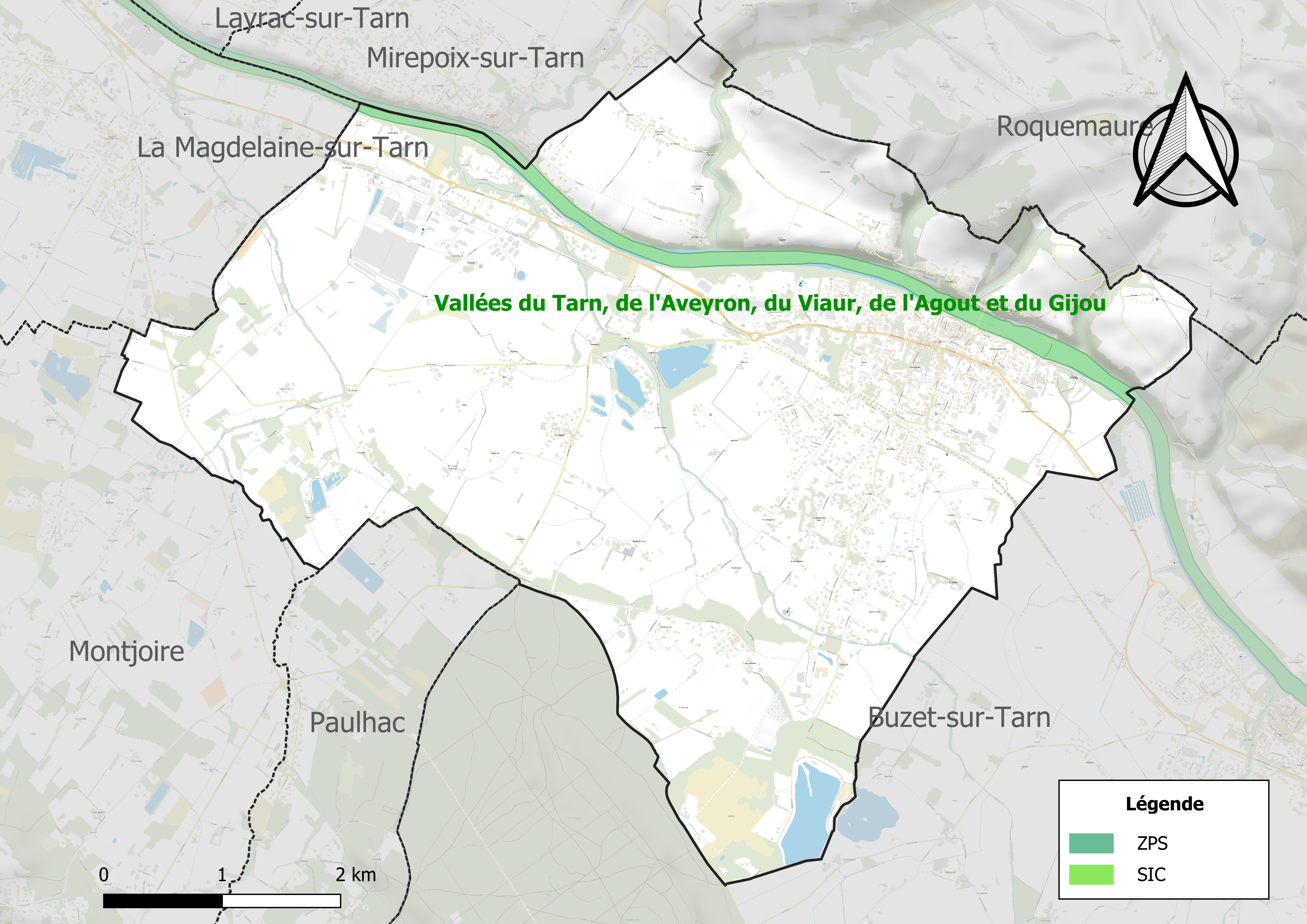
Site Natura 2000 sur le territoire communal.

Le réseau Natura 2000 est un réseau écologique européen de sites naturels d'intérêt écologique élaboré à partir des directives habitats et oiseaux, constitué de zones spéciales de conservation (ZSC) et de zones de protection spéciale (ZPS).
Un site Natura 2000 a été défini sur la commune au titre de la directive habitats : Les « vallées du Tarn, de l'Aveyron, du Viaur, de l'Agout et du Gijou », d'une superficie de 17 144 ha, s'étendent sur 136 communes dont 41 dans l'Aveyron, 8 en Haute-Garonne, 50 dans le Tarn et 37 dans le Tarn-et-Garonne. Elles présentent une très grande diversité d'habitats et d'espèces dans ce vaste réseau de cours d'eau et de gorges. La présence de la Loutre d'Europe et de la moule perlière d'eau douce est également d'un intérêt majeur.

#### Zones naturelles d'intérêt écologique, faunistique et floristique

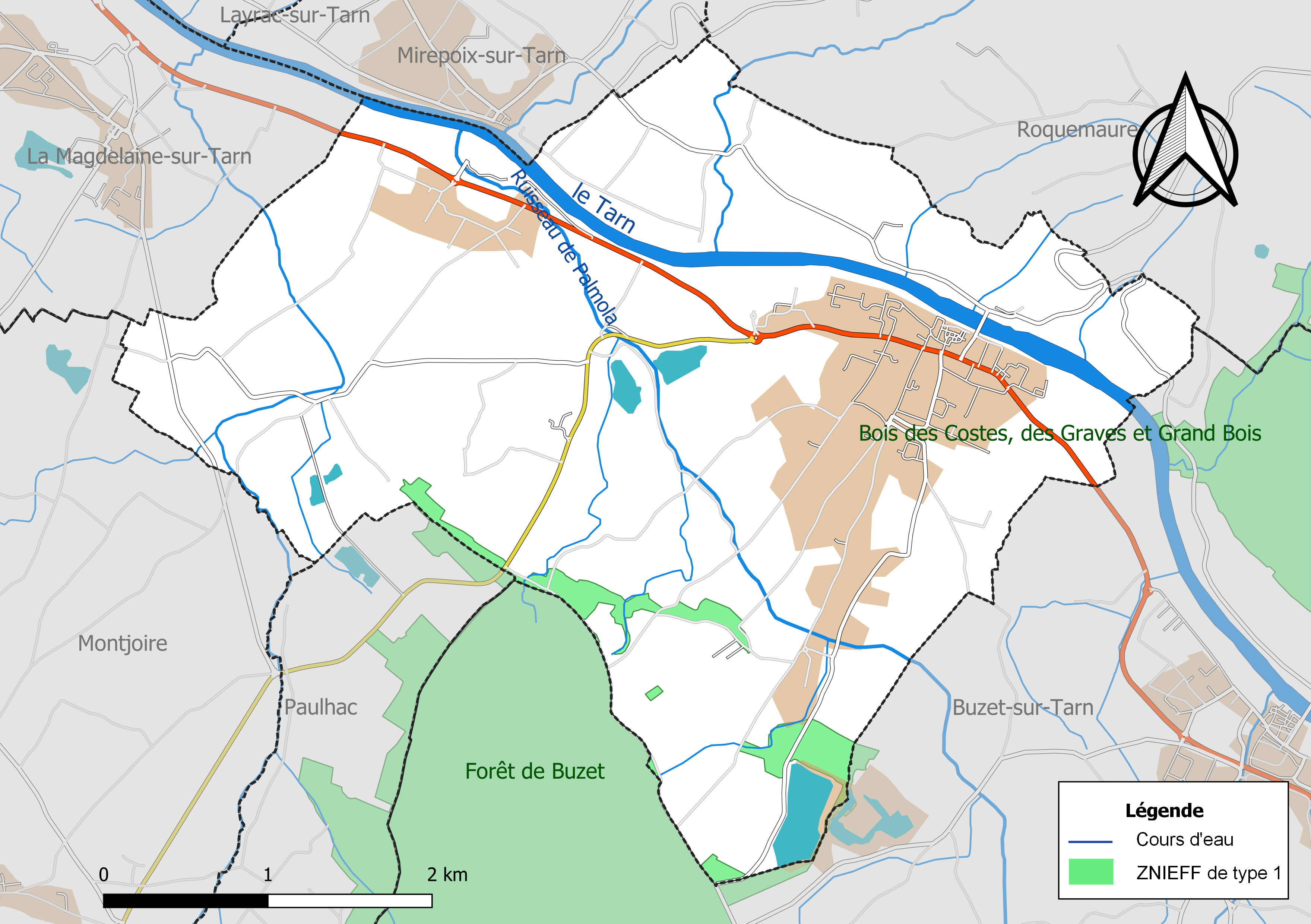
Carte de la ZNIEFF de type 1 localisée sur la commune.

L’inventaire des zones naturelles d'intérêt écologique, faunistique et floristique (ZNIEFF) a pour objectif de réaliser une couverture des zones les plus intéressantes sur le plan écologique, essentiellement dans la perspective d’améliorer la connaissance du patrimoine naturel national et de fournir aux différents décideurs un outil d’aide à la prise en compte de l’environnement dans l’aménagement du territoire.
Une ZNIEFF de type 1 est recensée sur la commune :
la « forêt de Buzet » (921 ha), couvrant 4 communes du département et une ZNIEFF de type 2, : 
la « basse vallée du Tarn » (3 623 ha), couvrant 49 communes dont huit dans la Haute-Garonne, 20 dans le Tarn et 21 dans le Tarn-et-Garonne.

## Urbanisme

### Typologie
Au 1er janvier 2024, Bessières est catégorisée bourg rural, selon la nouvelle grille communale de densité à sept niveaux définie par l'Insee en 2022.
Elle appartient à l'unité urbaine de Bessières, une unité urbaine monocommunale constituant une ville isolée,. Par ailleurs la commune fait partie de l'aire d'attraction de Toulouse, dont elle est une commune de la couronne,. Cette aire, qui regroupe 527 communes, est catégorisée dans les aires de 700 000 habitants ou plus (hors Paris),.

### Occupation des sols
L'occupation des sols de la commune, telle qu'elle ressort de la base de données européenne d’occupation biophysique des sols Corine Land Cover (CLC), est marquée par l'importance des territoires agricoles (73,9 % en 2018), en diminution par rapport à 1990 (84,2 %). La répartition détaillée en 2018 est la suivante : 
zones agricoles hétérogènes (38,6 %), terres arables (35,3 %), zones urbanisées (12,4 %), eaux continentales (4,6 %), forêts (3,7 %), milieux à végétation arbustive et/ou herbacée (3,7 %), zones industrielles ou commerciales et réseaux de communication (1,8 %). L'évolution de l’occupation des sols de la commune et de ses infrastructures peut être observée sur les différentes représentations cartographiques du territoire : la carte de Cassini (XVIIIe siècle), la carte d'état-major (1820-1866) et les cartes ou photos aériennes de l'IGN pour la période actuelle (1950 à aujourd'hui).

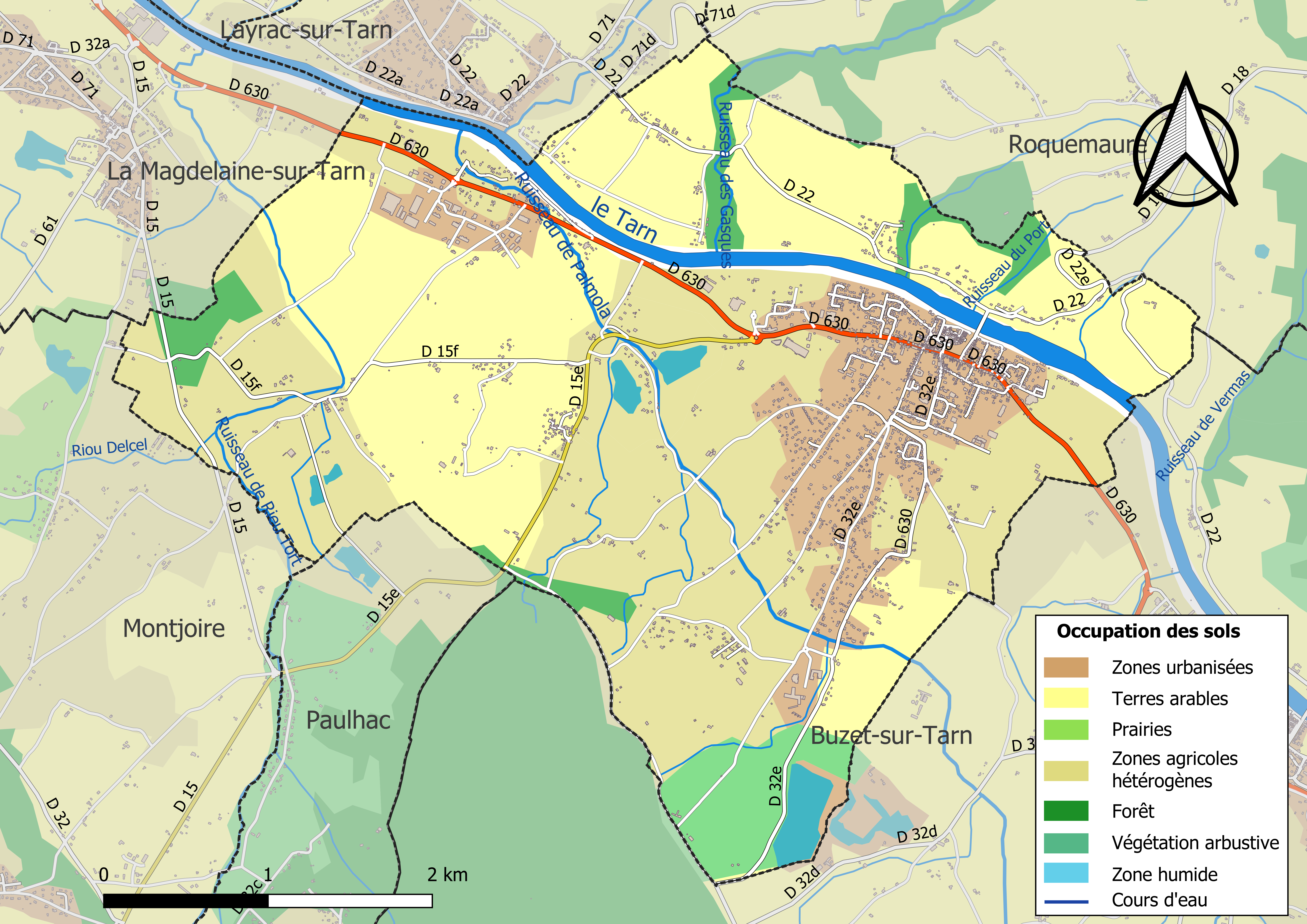
Carte des infrastructures et de l'occupation des sols de la commune en 2018 (CLC).

### Morphologie urbaine
Bessières est une ville assez vaste aux territoires variés. Alors que l'essentiel des activités humaines et des habitations se situent à l'est du territoire, l'ouest de la commune est beaucoup plus rural et moins dense. Le centre-ville est situé autour de la route départementale 630, et s'étend aujourd'hui de plus en plus. Une zone commerciale, Les Portes de Bessières, se situe au niveau de la sortie ouest de la ville, en direction de Montauban. La zone d'activité du Triangle constitue un autre lieu d'activités humaines, en dehors du centre-ville, route de Montauban.
En dehors de ces zones d'activités, le reste du territoire est très rural et varié. L'ouest de la commune compte des grandes plaines agricoles, mais aussi des lacs et quelques habitations isolées. Au nord du Tarn, juste à côté du bourg voisin de Mirepoix-sur-Tarn se trouvent les premiers coteaux du département du Tarn, au niveau de Roquemaure, et des territoires forestiers, avec cependant quelques habitations isolées là-aussi.

### Logement
En 2014, le nombre total de logements dans la commune était de 1 679, alors qu'il était de 1 474 en 2009.
Parmi ces logements, 87,7 % étaient des résidences principales, 2 % des résidences secondaires et 10,4 % des logements vacants. Ces logements étaient pour 78,4 % d'entre eux des maisons individuelles et pour 21,4 % des appartements.
La proportion des résidences principales, propriétés de leurs occupants était de 64,5 %, en hausse par rapport à 2009 (59,9 %). La part de logements HLM loués vides était de 8 % en 2014, presque en stagnation par rapport à 2009 (8,1 %).

### Projets d'aménagements
D'après le plan local d'urbanise (PLU) de la commune, il est prévu à Bessières d'importantes créations de logements dans les prochaines années,. En effet, plusieurs zones sont appelées à se densifier, notamment les parcelles non construites en centre-ville, mais aussi le secteur de Plaisance, à l'ouest. Dans ce dernier, 110 à 120 logements sont prévus, en deux phases. Le secteur du Petit Pastillé, en frange du centre-ville, devrait accueillir 55 à 60 logements. D'autres secteurs ont aussi été cités dans ce PLU pour augmenter la population bessièraine. Au total, près de 400 logements sont prévus à court terme, sans compter les projets sur du plus long terme de la municipalité, avec la construction de logements supplémentaires, mais aussi l'extension de zones d'activités.
Un projet routier prévoit également le désengorgement du centre-ville de Bessières, aujourd'hui saturé par camions et voitures qui transitent chaque jour entre Montauban et l'autoroute A68 et au-delà. Ce projet prévoit la création d'un contournement du centre, en créant une nouvelle voie entre la zone commerciale Les Portes de Bessières et la commune de Buzet-sur-Tarn. Les travaux ont débuté en février 2019 et doivent se terminer en 2021.

### Voies de communication et transports

#### Voies routières
La commune est traversée par la route départementale 630 (ancienne route nationale 630), qui permet de relier Villemur-sur-Tarn à Lavaur, mais qui relie plutôt Montauban à Castres si on reprend le parcours de l'ancienne nationale. Elle est très empruntée, notamment aux heures de pointe, et traverse le centre-ville d'ouest en est. On compte également la route départementale 15, qui traverse une petite partie de la commune au sud-ouest, et qui relie Layrac-sur-Tarn à Toulouse, et aussi la route départementale 22, qui passe par le nord de la commune et qui relie Buzet-sur-Tarn à Villemur-sur-Tarn par Bondigoux.
Bessières est situé à 7 km de l'autoroute A68, qui relie Toulouse à Albi, et qui est accessible depuis la sortie n°4.

#### Transports en commun
Pour ce qui est des transports en commun, la commune est traversée par des lignes du réseau liO, dont certaines issues du réseau Arc-en-Ciel : la ligne Hop!304 (qui est une ligne express, et qui relie Toulouse à Bessières), la ligne 353 (qui relie Bessières à la station de métro Balma-Gramont), la ligne 354 (qui relie Buzet-sur-Tarn à Toulouse), la ligne 355 (qui relie Villemur-sur-Tarn à Toulouse) et la ligne 375 (qui relie Buzet-sur-Tarn à Fronton).
En septembre 2018, une nouvelle ligne des Lignes intermodales d'Occitanie, la ligne 717, relie désormais Saint-Sulpice-la-Pointe à Montauban en passant par le centre-ville de la commune.
Bessières est également située à proximité de la gare de Buzet-Roqueserière, sur la ligne de Brive-la-Gaillarde à Toulouse, ou la gare de Saint-Sulpice (Tarn).
Enfin, la commune est située à une quarantaine de kilomètres de l'aéroport de Toulouse-Blagnac.

### Risques naturels et technologiques
La commune est concernée par un risque important d'inondations, à cause du passage du Tarn sur la commune. On compte aussi un site industriel non Seveso et une carrière sur la commune, ce qui peut représenter un certain risque. Enfin, la commune est concernée par un risque de séismes de 1/5 (très faible).

## Toponymie
Le nom du village proviendrait d'un mot dérivé de l’occitan beç « bouleau ».
Son blason présente deux rameaux de vesces : une des origines possibles du nom de la commune.
Un autre possibilité serait une origine du vieux français bessière, baissière (partie base d'une région, d'un champ).

## Histoire
Cette petite ville au bord du Tarn, entre Albigeois et Pays toulousain, conserve une image forte de bourg rural. Bessières a subi du fait de sa position géographique les mêmes invasions, celtiques et romaines, les mêmes drames – l’hérésie cathare, la guerre de Cent Ans – que tant d’autres villages occitans.
Selon les historiens, c’est également cette situation géographique privilégiée qui favorise la fondation de Bessières entre le IXe et le XIIe siècle, par le regroupement d’habitations autour d’une première église dédiée à Saint-Prim. Cependant le village connaît sans doute un développement relatif dès l’occupation romaine, grâce à son pont fluvial sur le Tarn. Au Moyen Âge, les serfs exploitent la terre des seigneurs, ce qui permet le défrichement des terres et leur assainissement.
À la fin du XVe siècle, la culture du pastel donne un nouvel élan à l’agriculture et au commerce et sous l’Ancien Régime, les habitants de Bessières organisent des foires et des marchés ; ainsi, l’assemblée du village décide d’instituer quatre foires par an et de fixer au lundi le jour du marché. Cette tradition, toujours vivante, pérennise à la fois l’existence d’un marché de plein vent et celle d’un marché au gras, entre les mois de novembre et de mars.

## Politique et administration

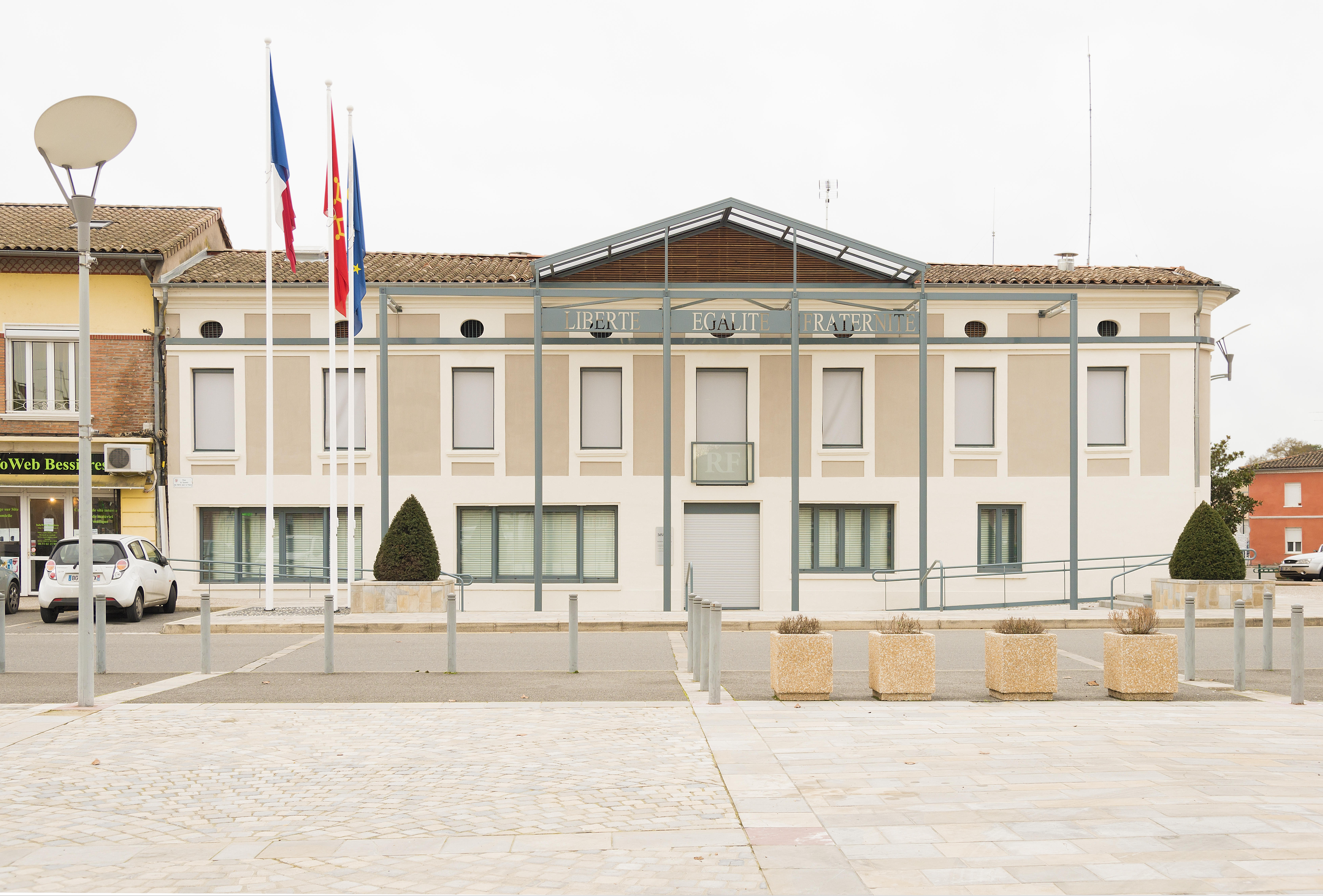
L'hôtel de ville.

### Tendances politiques et résultats
Bessières semble être une commune avec une sensibilité de gauche, malgré une montée récente de l'extrême droite sur la commune.
A titre d'exemple, lors de l'élection présidentielle de 2017, à Bessières, au premier tour, c'est Marine Le Pen qui l'avait emporté avec 23,65 % des voix, suivi par Emmanuel Macron avec 23,23 % des voix et par Jean-Luc Mélenchon avec 19,62 % des voix. Au second tour, c'est Emmanuel Macron qui l'avait emporté avec 62,56 % des voix, suivi par Marine Le Pen avec 37,44 % des voix.

### Liste des maires
| Période                                  | Période  | Identité                 | Étiquette | Qualité |
| ---------------------------------------- | -------- | ------------------------ | --------- | --- |
| Les données manquantes sont à compléter. |          |                          |           | |
| 1925                                     | 1961     | Jean-Baptiste Amat       | Rad.      | Médecin Sénateur de la Haute-Garonne (1936 → 1941) Député de la Haute-Garonne (1928 → 1936) Conseiller général de Montastruc-la-Conseillère (1928 → 1940)       |
| Les données manquantes sont à compléter. |          |                          |           | |
| 1964                                     | 1971     | Maurice Bourgès-Maunoury | PRRRS     | Haut fonctionnaire Ministre, président du Conseil (1957) Député de la Haute-Garonne (1946 → 1958) Conseiller général de Montastruc-la-Conseillère (1949 → 1973) |
| Les données manquantes sont à compléter. |          |                          |           | |
| 1977                                     | 2001     | Jean-Paul Séguéla        | RPR       | Professeur agrégé de médecine Député de la Haute-Garonne (1986 → 1988) Conseiller général de Montastruc-la-Conseillère (1979 → 1998)                            |
| 2001                                     | 2020     | Jean-Luc Raysseguier     | PS        | Industriel Conseiller départemental de Villemur-sur-Tarn (2015 → 2021) 2e vice-président de la CC Val'Aïgo (2014 → 2020)                                        |
| 2020                                     | En cours | Cédric Maurel            | DVC       | Manager d'affaires |

### Rattachements administratifs et électoraux
Bessières fait partie du canton de Villemur-sur-Tarn. Avant le redécoupage départemental de 2014, la commune faisait partie de l'ex-canton de Montastruc-la-Conseillère. Bessières est également rattaché à l'Arrondissement de Toulouse.
La commune fait partie de la cinquième circonscription de la Haute-Garonne, qui englobe le nord-est du département jusqu'à une petite partie nord de Toulouse.
Enfin, Bessières fait partie de la Communauté de communes du Val'Aïgo. L'intercommunalité regroupe des communes de la Haute-Garonne situées entre Buzet-sur-Tarn et Villemur-sur-Tarn.

### Politique environnementale
La commune a engagé une politique de développement durable en lançant une démarche d'Agenda 21.
La collecte des déchets ménagers et plastiques est effectuée dans le cadre de la communauté de communes de Val'Aïgo, et possède un service de gestion des déchets (Econotre).

## Population et société

### Démographie
L'évolution du nombre d'habitants est connue à travers les recensements de la population effectués dans la commune depuis 1793. Pour les communes de moins de 10 000 habitants, une enquête de recensement portant sur toute la population est réalisée tous les cinq ans, les populations de référence des années intermédiaires étant quant à elles estimées par interpolation ou extrapolation. Pour la commune, le premier recensement exhaustif entrant dans le cadre du nouveau dispositif a été réalisé en 2004.

En 2022, la commune comptait 4 238 habitants, en évolution de +4,64 % par rapport à 2016 (Haute-Garonne : +8,02 %, France hors Mayotte : +2,11 %).
| 1793 | 1800 | 1806 | 1821  | 1831  | 1836  | 1841  | 1846  | 1851  |
| ---- | ---- | ---- | ----- | ----- | ----- | ----- | ----- | ----- |
| 834  | 844  | 900  | 1 024 | 1 113 | 1 175 | 1 155 | 1 154 | 1 167 |

| 1856  | 1861  | 1866  | 1872  | 1876  | 1881  | 1886  | 1891  | 1896  |
| ----- | ----- | ----- | ----- | ----- | ----- | ----- | ----- | ----- |
| 1 181 | 1 220 | 1 293 | 1 316 | 1 372 | 1 339 | 1 445 | 1 438 | 1 441 |

| 1901  | 1906  | 1911  | 1921  | 1926  | 1931  | 1936  | 1946  | 1954  |
| ----- | ----- | ----- | ----- | ----- | ----- | ----- | ----- | ----- |
| 1 174 | 1 186 | 1 196 | 1 078 | 1 056 | 1 041 | 1 050 | 1 101 | 1 155 |

| 1962  | 1968  | 1975  | 1982  | 1990  | 1999  | 2004  | 2006  | 2009  |
| ----- | ----- | ----- | ----- | ----- | ----- | ----- | ----- | ----- |
| 1 220 | 1 456 | 1 595 | 1 841 | 2 009 | 2 222 | 2 600 | 3 018 | 3 172 |

| 2014  | 2019  | 2022  | - | - | - | - | - | - |
| ----- | ----- | ----- | - | - | - | - | - | - |
| 3 777 | 4 127 | 4 238 | - | - | - | - | - | - |

| selon la population municipale des années : | 1968 | 1975 | 1982 | 1990 | 1999 | 2006 | 2009 | 2013 |
| Rang de la commune dans le département      | 50   | 55   | 58   | 70   | 74   | 62   | 63   | 58   |
| Nombre de communes du département           | 592  | 582  | 586  | 588  | 588  | 588  | 589  | 589  |

### Enseignement

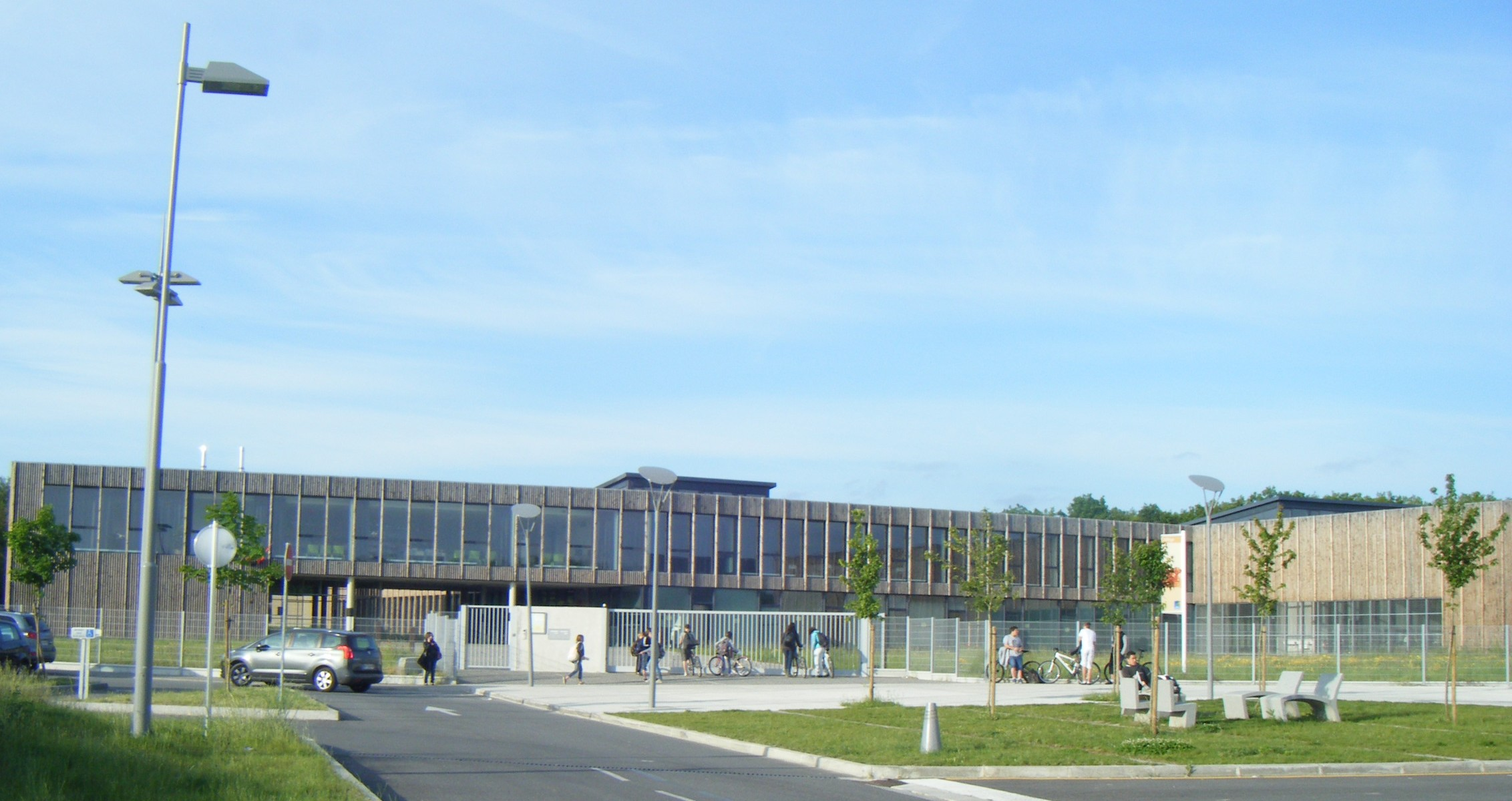
Collège Adrienne Bolland.

Bessières fait partie de l'académie de Toulouse.
L'éducation est assurée sur la commune de Bessières depuis la crèche Kirikou jusqu'au collège, en passant par l'école maternelle, l'école élémentaire et le groupe scolaire privé.
- École Maternelle de l'Estanque.
- École Élémentaire Louise Michel.
- Groupe Scolaire Privé Saint-Joseph.
- Collège Adrienne Bolland.

Le lycée général et technologique du secteur est le lycée  Simone de Beauvoir de Gragnague. A proximité, on compte également le lycée privé L'Oustal de Montastruc-la-Conseillère et le lycée général Las Cases de Lavaur.

### Manifestations culturelles et festivités
Une omelette géante est préparée chaque lundi de Pâques, avec la cuisson de 15 000 œufs par la Confrérie des Chevaliers de l'Omelette Géante de Bessières. En septembre, les habitants se retrouvent autour d'un grand repas dansant lors de La Fête du Pont, le même jour a lieu le forum des Associations. Au mois de juin, l'association Office Culturel de Bessières organise « Les Rencontres Culturelles » des spectacles de rue gratuits : chants, danses, théâtre, clowns, concerts...
Plus de cinquante associations existent à Bessières. Les activités s'y déroulent au sein d'Efferv&Sens, maison de la vie associative, Soleilha, espace sportif et culturel, et aussi dans la salle des fêtes.

### Santé
La commune possède un centre communal d'action sociale, un centre médico-social, ainsi qu'un point information des Bessiérains, point d'appui de la Maison Commune Emploi Formation (MCEF) du Nord-Est Toulousain.
On compte cinq médecins généralistes sur la commune, ainsi que deux pharmacies. Les centres hospitaliers les plus proches sont situés sur Toulouse.

### Sports
De multiples installations sportives sont présentes : le boulodrome Jean-Cayla, la piscine municipale, le Club House de tennis, le city stade et Armonia, l'espace sportif et le stade Jean Amat. L'équipe du FC Bessières Buzet joue sur le nouveau complexe Jean Amat situé à Borde-Haute à Bessières depuis le 14 septembre 2019. Téléski nautique, tir sportif,

### Stade Jean AMAT
Le stade Jean AMAT a été inaugurée le 14 septembre 2019.

### Médias
Bessières est couverte par le journal La Dépêche du Midi et son édition locale nord-est de la Haute-Garonne, ainsi que par l'édition Toulouse Métropole de France 3 Occitanie.

### Cultes
La commune comprend une église catholique, l'église Saint-Jean Baptiste.

## Économie

### Revenus
En 2018  (données Insee publiées en septembre 2021), la commune compte 1 661 ménages fiscaux, regroupant 4 030 personnes. La médiane du revenu disponible par unité de consommation est de 21 800 € (23 140 € dans le département). 47 % des ménages fiscaux sont imposés (55,3 % dans le département).

### Emploi
|                | 2008  | 2013  | 2018  |
| -------------- | ----- | ----- | ----- |
| Commune        | 6,4 % | 8,2 % | 7,3 % |
| Département    | 7,7 % | 9,6 % | 9,3 % |
| France entière | 8,3 % | 10 %  | 10 %  |

En 2018, la population âgée de 15 à 64 ans s'élève à 2 393 personnes, parmi lesquelles on compte 81,3 % d'actifs (74 % ayant un emploi et 7,3 % de chômeurs) et 18,7 % d'inactifs,. Depuis 2008, le taux de chômage communal (au sens du recensement) des 15-64 ans est inférieur à celui de la France et du département.
La commune fait partie de la couronne de l'aire d'attraction de Toulouse, du fait qu'au moins 15 % des actifs travaillent dans le pôle,. Elle compte 1 212 emplois en 2018, contre 1 047 en 2013 et 914 en 2008. Le nombre d'actifs ayant un emploi résidant dans la commune est de 1 783, soit un indicateur de concentration d'emploi de 68 % et un taux d'activité parmi les 15 ans ou plus de 60,4 %.
Sur ces 1 783 actifs de 15 ans ou plus ayant un emploi, 373 travaillent dans la commune, soit 21 % des habitants. Pour se rendre au travail, 87,3 % des habitants utilisent un véhicule personnel ou de fonction à quatre roues, 5,2 % les transports en commun, 4,3 % s'y rendent en deux-roues, à vélo ou à pied et 3,2 % n'ont pas besoin de transport (travail au domicile).

### Activités hors agriculture

#### Secteurs d'activités
366 établissements sont implantés  à Bessières au 31 décembre 2019. Le tableau ci-dessous en détaille le nombre par secteur d'activité et compare les ratios avec ceux du département,.
| Secteur d'activité                                                                                        | Commune | Commune | Département |
| Secteur d'activité                                                                                        | Nombre  | %       | %           |
| --- | ------- | ------- | ----------- |
| Ensemble                                                                                                  | 366     | 100 %   | (100 %)     |
| Industrie manufacturière, industries extractives et autres                                                | 37      | 10,1 %  | (5,7 %)     |
| Construction                                                                                              | 56      | 15,3 %  | (12 %)      |
| Commerce de gros et de détail, transports, hébergement et restauration                                    | 89      | 24,3 %  | (25,9 %)    |
| Information et communication                                                                              | 7       | 1,9 %   | (4,1 %)     |
| Activités financières et d'assurance                                                                      | 6       | 1,6 %   | (3,8 %)     |
| Activités immobilières                                                                                    | 10      | 2,7 %   | (4,2 %)     |
| Activités spécialisées, scientifiques et techniques et activités de services administratifs et de soutien | 60      | 16,4 %  | (19,8 %)    |
| Administration publique, enseignement, santé humaine et action sociale                                    | 63      | 17,2 %  | (16,6 %)    |
| Autres activités de services                                                                              | 38      | 10,4 %  | (7,9 %)     |

Le secteur du commerce de gros et de détail, des transports, de l'hébergement et de la restauration est prépondérant sur la commune puisqu'il représente 24,3 % du nombre total d'établissements de la commune (89 sur les 366 entreprises implantées  à Bessières), contre 25,9 % au niveau départemental.

#### Entreprises et commerces
Les cinq entreprises ayant leur siège social sur le territoire communal qui génèrent le plus de chiffre d'affaires en 2020 sont : 
- Econotre, traitement et élimination des déchets non dangereux (33 189 k€)
- Chrisdan, supermarchés (19 869 k€)
- Solignac SAS, commerce de gros (commerce interentreprises) de céréales, de tabac non manufacturé, de semences et d'aliments pour le bétail (18 213 k€)
- Serres De Bessieres, culture de légumes, de melons, de racines et de tubercules (6 657 k€)
- Cravero Motoculture, commerce de gros (commerce interentreprises) de matériel agricole (5 901 k€)

##### Les serres de Bessières
Les serres de Bessières en cogénération sont un ensemble de 10 hectares de serres. Ce projet, débuté en 2009, permet de produire une grande quantité de tomates, principalement. À la fois créatrices de richesses mais aussi d’emplois, ces serres ont pour but une réduction des imports de tomates en Occitanie assez importante. Ces serres ont aussi un intérêt écologique, car elles vont fonctionner en cogénération avec l'incinérateur mitoyen.

#### Industrie
L'industrie tient une part relativement importante, notamment grâce aux quelques industries situées en bordure du territoire, route de Montauban. En effet, il s'y trouve la zone d'activité du Triangle. Elle regroupe de nombreuses entreprises, comme plusieurs garages, un centre de contrôle technique, des bureaux, mais aussi un incinérateur, appelé Econotre et largement visible depuis la route et les communes voisines, et Les serres de Bessières. Centrale hydroélectrique et barrage sur le Tarn.

#### Activités de services
On compte à Bessières de nombreuses entreprises de ce type. Des commerces sont toujours situés en centre-ville, ce qui permet le maintien d'un cœur de ville, renforcé par le marché, voire son développement. Mais on voit aussi le développement de zones commerciales périphériques : Les portes de Bessières. C'est une zone commerciale située sur la route de Montauban. Construite depuis quelques années seulement, elle compte une jardinerie, un supermarché et désormais un centre commercial, comptant plusieurs commerces de proximité. Cette zone commerciale permet l'emploi de plusieurs dizaines de personnes.

### Agriculture
La commune est dans le Lauragais, une petite région agricole occupant le nord-est du département de la Haute-Garonne, dont les coteaux portent des grandes cultures en sec avec une dominante blé dur et tournesol. En 2020, l'orientation technico-économique de l'agriculture  sur la commune est la culture de fleurs et/ou horticulture diverse.
|               | 1988 | 2000 | 2010 | 2020 |
| ------------- | ---- | ---- | ---- | ---- |
| Exploitations | 38   | 34   | 33   | 21   |
| SAU (ha)      | 784  | 636  | 960  | 527  |

Le nombre d'exploitations agricoles en activité et ayant leur siège dans la commune est passé de 38 lors du recensement agricole de 1988  à 34 en 2000 puis à 33 en 2010 et enfin à 21 en 2020, soit une baisse de 45 % en 32 ans. Le même mouvement est observé à l'échelle du département qui a perdu pendant cette période 57 % de ses exploitations,. La surface agricole utilisée sur la commune a également diminué, passant de 784 ha en 1988 à 527 ha en 2020. Parallèlement la surface agricole utilisée moyenne par exploitation a augmenté, passant de 21 à 25 ha.

## Culture locale et patrimoine

### Lieux et monuments
- Le monument aux morts
- La Médiathèque George-Sand
- Pont de Bessières
- Église Saint-Jean-Baptiste
- Esplanade Bellecourt

### Galerie

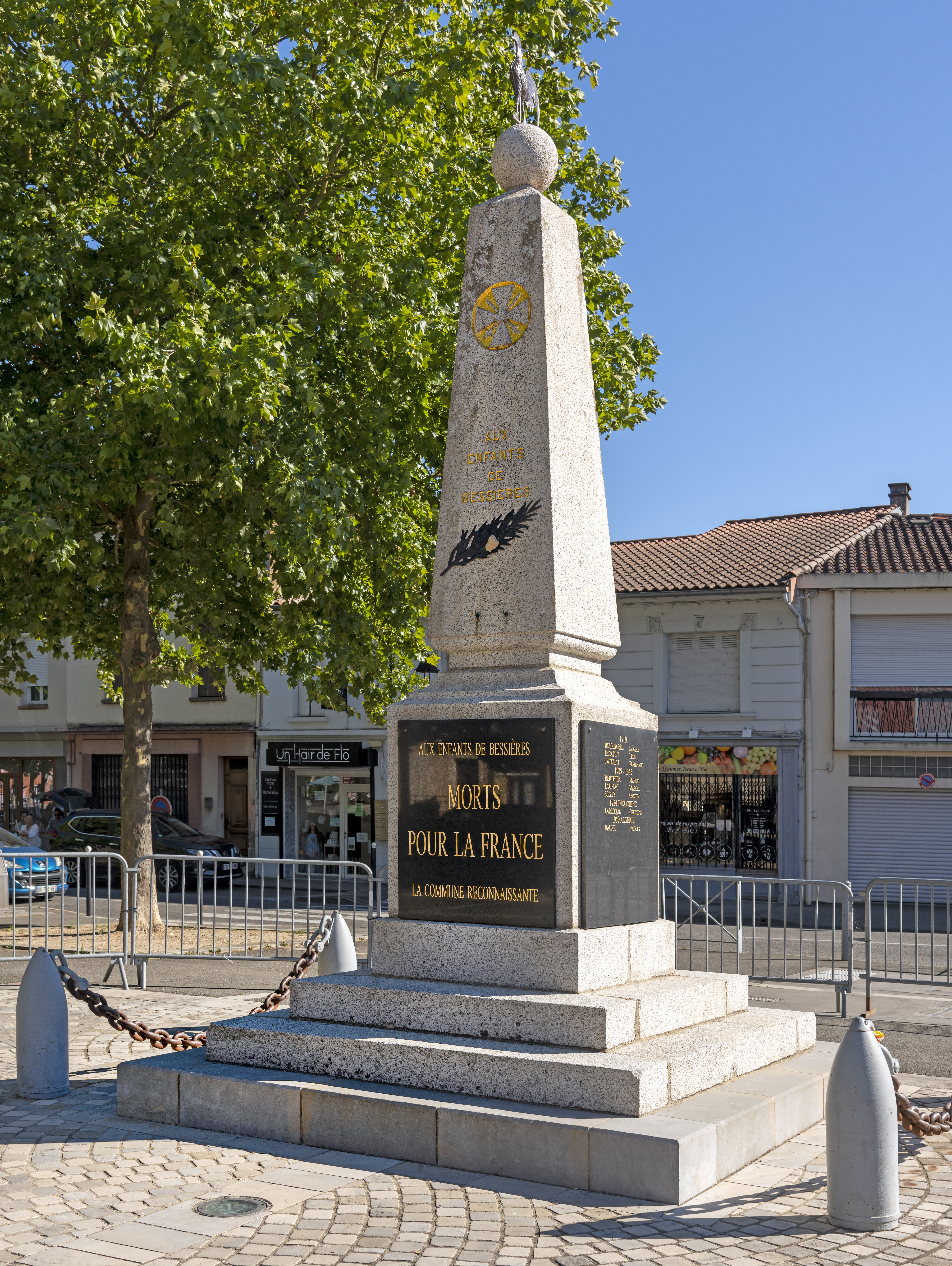
Le monument aux morts.
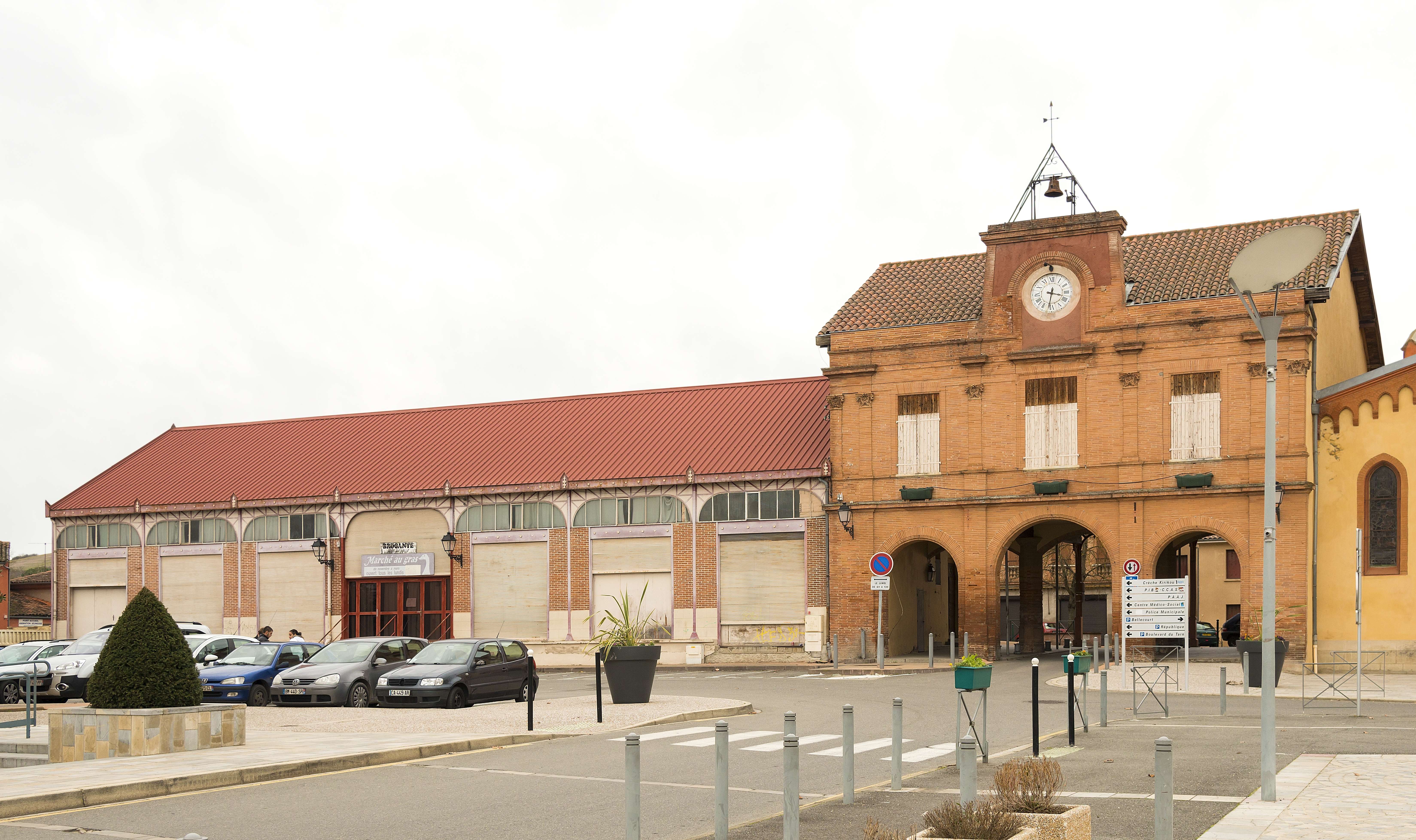
L'ancienne halle.
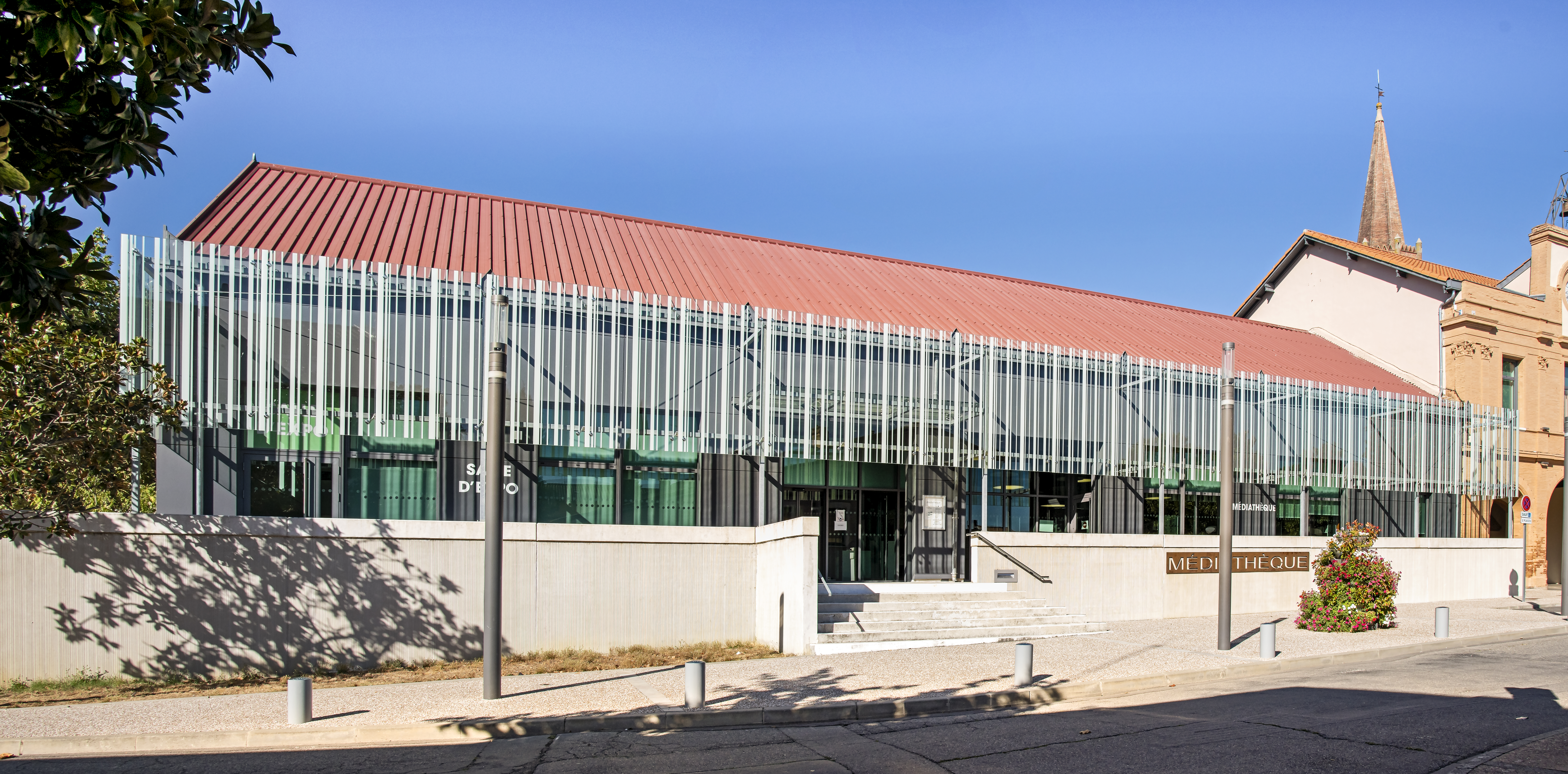
La nouvelle médiathèque George-Sand.
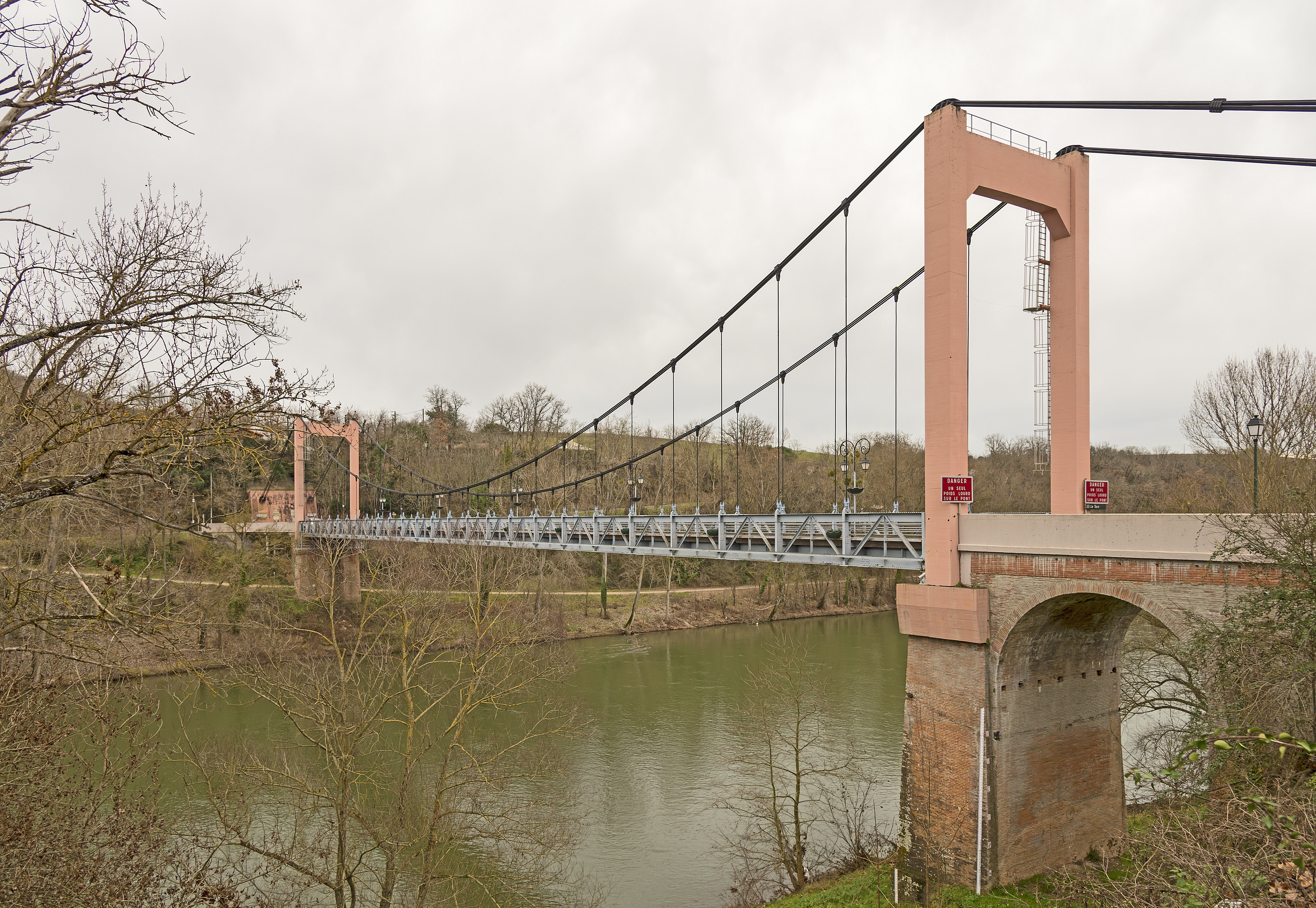
Le pont de Bessières, vu de la rive sud.
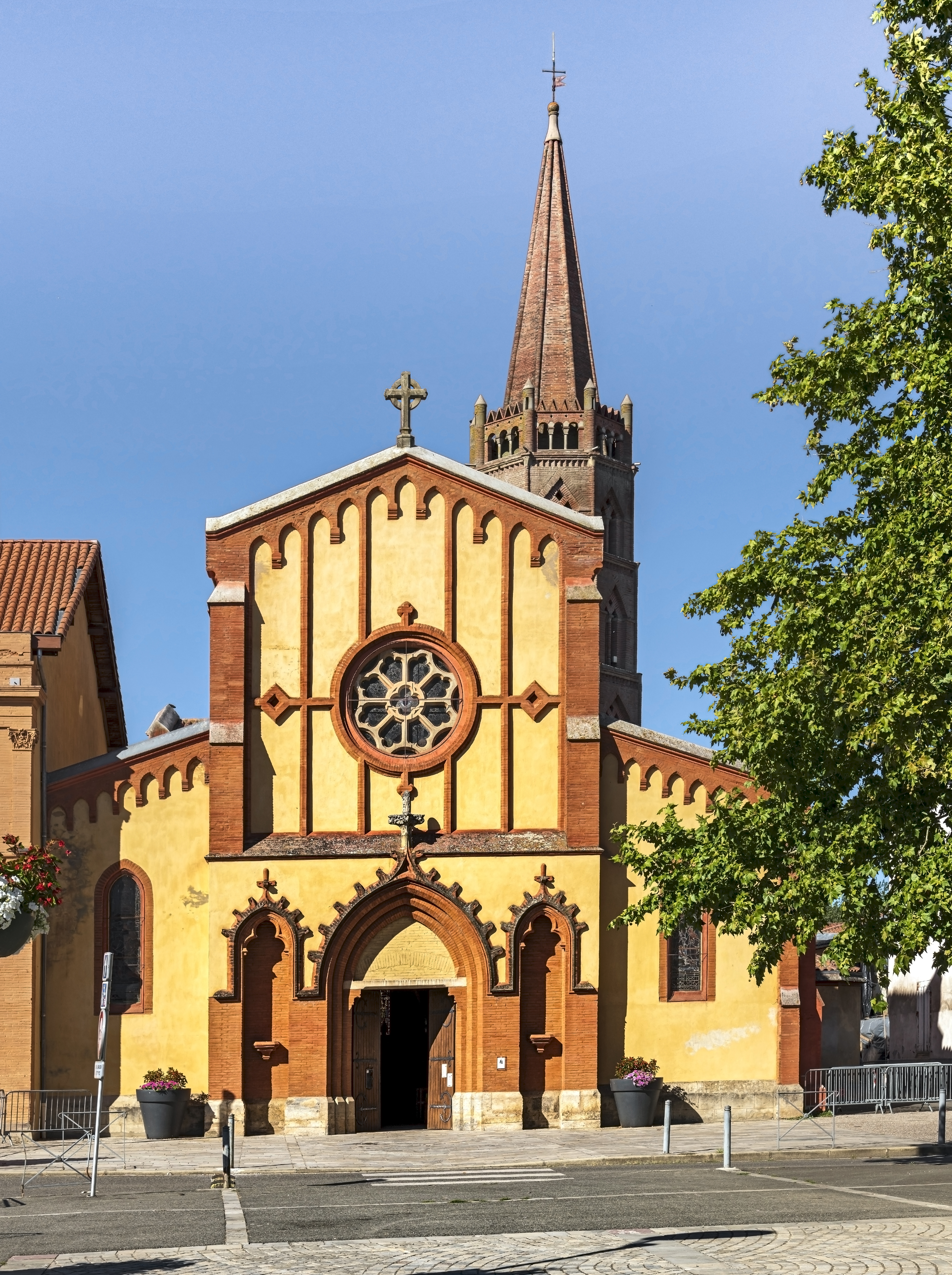
Façade de l'église Saint-Jean-Baptiste.
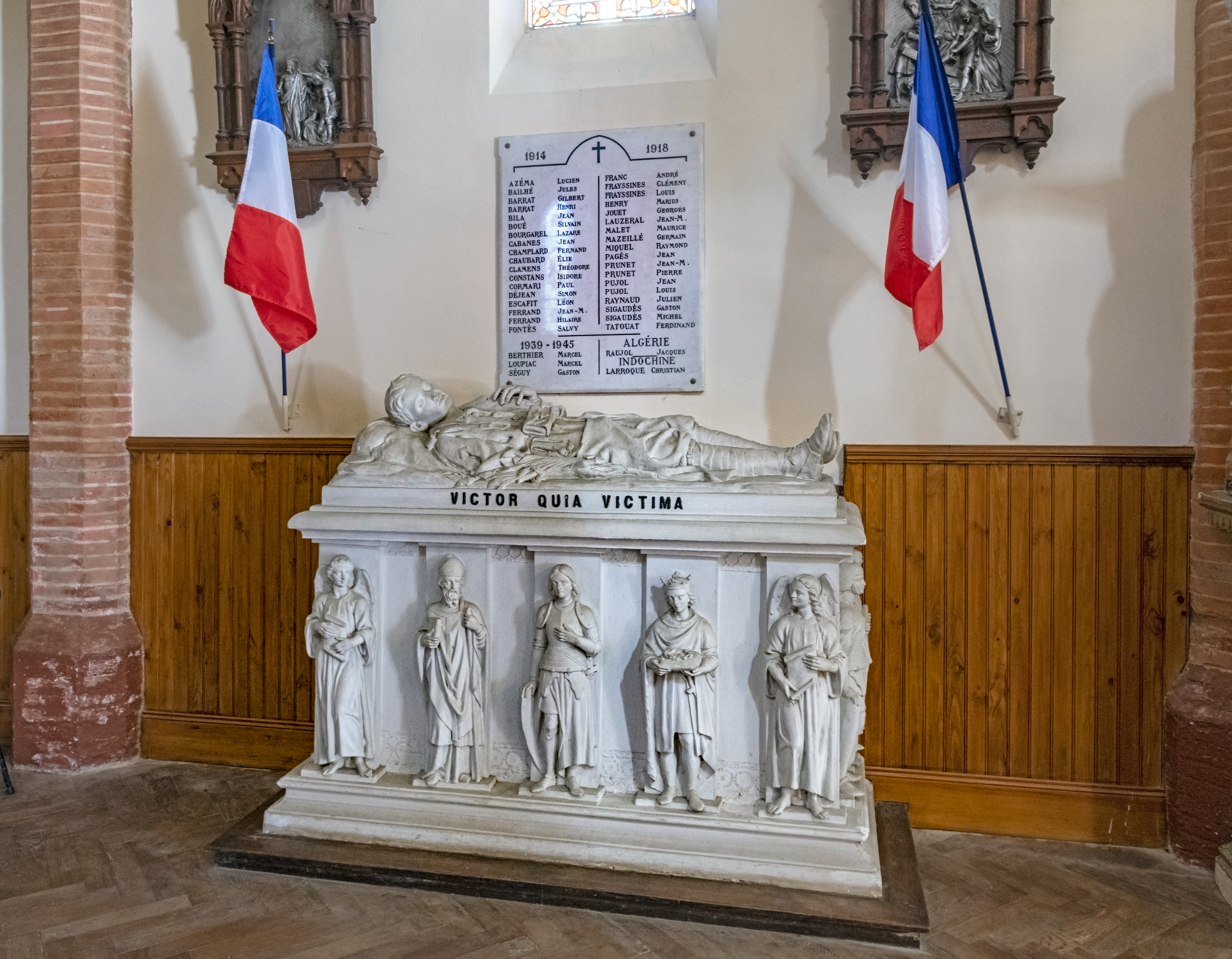
Le monument aux morts de la paroisse.

### Personnalités liées à la commune
- Jean Ernest Ducos de Lahitte, vicomte, né le 5 septembre 1789, à Bessières (Haute-Garonne), mort le 22 septembre 1878 à Gragnague (Haute-Garonne). Sa mort fut enregistrée officiellement à Bessières.
- Jean-Baptiste Bousquet (1796-1872}, médecin spécialiste des maladies infectieuses.
- Jean-Baptiste Amat, né le 14 juillet 1877 à Layrac-sur-Tarn (Haute-Garonne) et mort le 9 août 1961 à Bessières (Haute-Garonne). Maire de Bessières, député et sénateur sous la Troisième République française.
- Maurice Bourgès-Maunoury, né le 19 août 1914, mort le 10 février 1993, maire de Bessières, conseiller général, député de Haute Garonne et homme politique.

### Héraldique
| Bessières | Son blasonnement est : Palé d'argent et de gueules de six pièces. |

## Pour approfondir